# سیارک ۶۹۰۲
سیارک ۶۹۰۲ (به انگلیسی: 6902 Hideoasada، نامگذاری:1989US3) شش هزار و نهصد و دومین سیارک کشف شده‌است که در ۲۶ اکتبر ۱۹۸۹ کشف شد.
قدر مطلق سیارک برابر ۳۵.۴ است.